# Burstall (Saskatchewan)
Pour les articles homonymes, voir Burstall.
Burstall est une communauté située dans la province de la Saskatchewan, dans le sud-ouest.